# 爱因斯坦探针卫星
爱因斯坦探针卫星（英語：Einstein Probe，简称），别名“天关”，是一架面向时域天文学和高能天体物理的X射线天文卫星，以阿爾伯特·愛因斯坦命名，由中国科学院国家空间科学中心、歐洲太空總署和馬克斯·普朗克地外物理研究所合作研制，属于空间科学先导专项（二期）。该卫星原计划于2022年年底发射，后因故推迟，并于2024年1月9日发射。
爱因斯坦探针卫星因其具有软X射线高灵敏度和实时动态巡天监测的能力，填补了国际上在该波段的大视场全天监测设备的空白，能帮助科学家系统性地发现和探索宇宙高能暂现天体，特别是更暗弱、遥远或稀有的剧变天体。因而预期能够发现宇宙中的X射线剧变天体，并监视它们的活动情况，发现和探索宇宙中沉寂黑洞的耀发，甚至探寻来自引力波源的X射线信号，以增进对极端致密天体及其并合过程的认知。

## 項目構思與設計
2010年起，中国科学院国家天文台开展星载仪器原理应用技术的研发；2013年初，国家天文台提出爱因斯坦探针卫星概念。经过两年多的研究，完成卫星概念、科学目标和关键技术研究以及核心原理样机研制；2017年9月，系统的工程研制阶段开始，研制周期为5年；2017年底，爱因斯坦探针卫星成为空间科学先导专项（二期）正式立项的项目；2020年4月28日，初样设计通过评审。
"龍蝦眼"光學元件首次由2022年7月27日發射的龍蝦眼成像儀天文學 (LEIA) 任務進行測試。
2023年11月29日，卫星出厂审定会在京召开，并预告将于2024年1月在中国西昌卫星发射中心发射入轨。

## 科学目标
针对软X射线开展快速时域巡天监测，旨在发现和探索宇宙中的高能暂现和爆发天体、监测天体的X射线光变。
1. 发现并描述宇宙X射线瞬变体，特别是大量微弱的、遥远的和罕见的X射线瞬变体。
2. 发现和描述原本正常休眠的黑洞的X射线爆发。
3. 搜索与引力波事件有关的X射线源，并对其进行精确定位。这些宇宙高能瞬变体群体将在广泛的时间尺度和高频率下被描述出来，揭示出对各种系统的新认识，包括休眠黑洞、中子星、白矮星、超新星冲击爆发、活动星系核、X射线双星、伽马射线暴、恒星日冕活动、以及电磁波源和引力波事件。同时，爱因斯坦探针卫星还将监测天空中大量样本中各种类型的X射线源的变化情况。鉴于在未来十年内高度期待的多信道和多波长的全天空监测能力，爱因斯坦探针卫星还将通过与其他设施的天空调查协同工作，在X射线波段产生一个遗留数据集，这是描述和理解宇宙瞬变和变数性质的关键。[1]

## 仪器
- 宽视场X射线望远镜（英語：Wide-field X-ray Telescope，简称）：采用微孔龙虾眼光学技术，具有3600平方度的视场，探测能段为0.5–4keV。比同类巡天望远镜仪器的探测灵敏度提高了一个数量级以上。[21][14]
- 后随观测X射线望远镜（英語：Following-up X-ray Telescope，简称）：负责对WXT触发源的快速跟踪观测（5分钟内），并在全天巡天期间对其他感兴趣的目标进行休息时间的观测。[13][22][14]

## 發射
爱因斯坦探针卫星於协调世界时(UTC)2024年1月9日07:03 由长征二号丙运载火箭從中國西昌衛星發射中心發射升空，並成功送入高度600公里的近地軌道、軌道傾角為29度，軌道周期為96分鐘。

## 科学結果
2024年6月，中国科学院（CAS）報告稱，爱因斯坦探针卫星"第一個月的表現符合預期" 。 探測器探測到了快速瞬變X射線EP240315a，和明亮的X射線耀斑EP240305a，和EPW20240219aa 。
2024年10月31日，爱因斯坦探针卫星正式在轨交付中国科学院国家天文台等科学用户使用，并发布首批科学成果。

## 反應

### 中华民国（臺灣）
2024年1月9日下午3時03分，愛因斯坦探針民用衛星朝向南海方向發射。中华民国国防部称，美國聯邦航空管理局預告的衛星發射路徑原非經過台灣本島，但經監偵發現經郴州上空出現異常，並在臺灣南部的識別區上空穿越，據公布當時飛行高度約500公里，因研判可能會有掉落物；而隨後臺灣各家電信業者接獲主管機關通知，於下午3時17分起連續發出多通國家級警報，提醒民眾注意安全並防範與通報不明物體。中華民國國防部因疏失，在官方警示公告中，以中文說明"衛星"，英文與他處網站用詞為"missile"即"飛彈"；行政院院長陳建仁在立法院被質詢時也稱其為"飛彈"，後表示為口誤。天宮空間站高度約為340至450公里，而此民用衞星火箭於臺東縣上空時實已在高度500公里以上。隨後國防部因用詞不精準向大眾致歉，國防部參謀本部作戰及計畫參謀次長室防空暨資戰處處長莊鴻文上校補充說明，這次是由空軍作戰指揮部指揮官依照掌握當前狀況、參考《國軍突發狀況處置規定》下達發布指令，此次監控無異常。

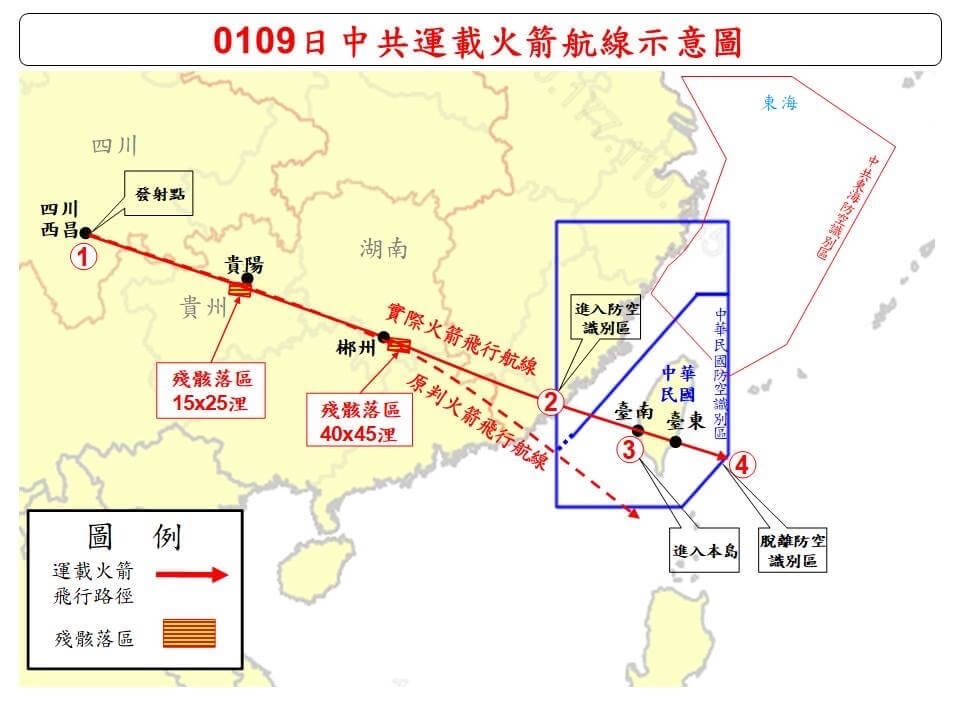
中華民國國防部在稍晚些時候發佈的發射路綫示意圖
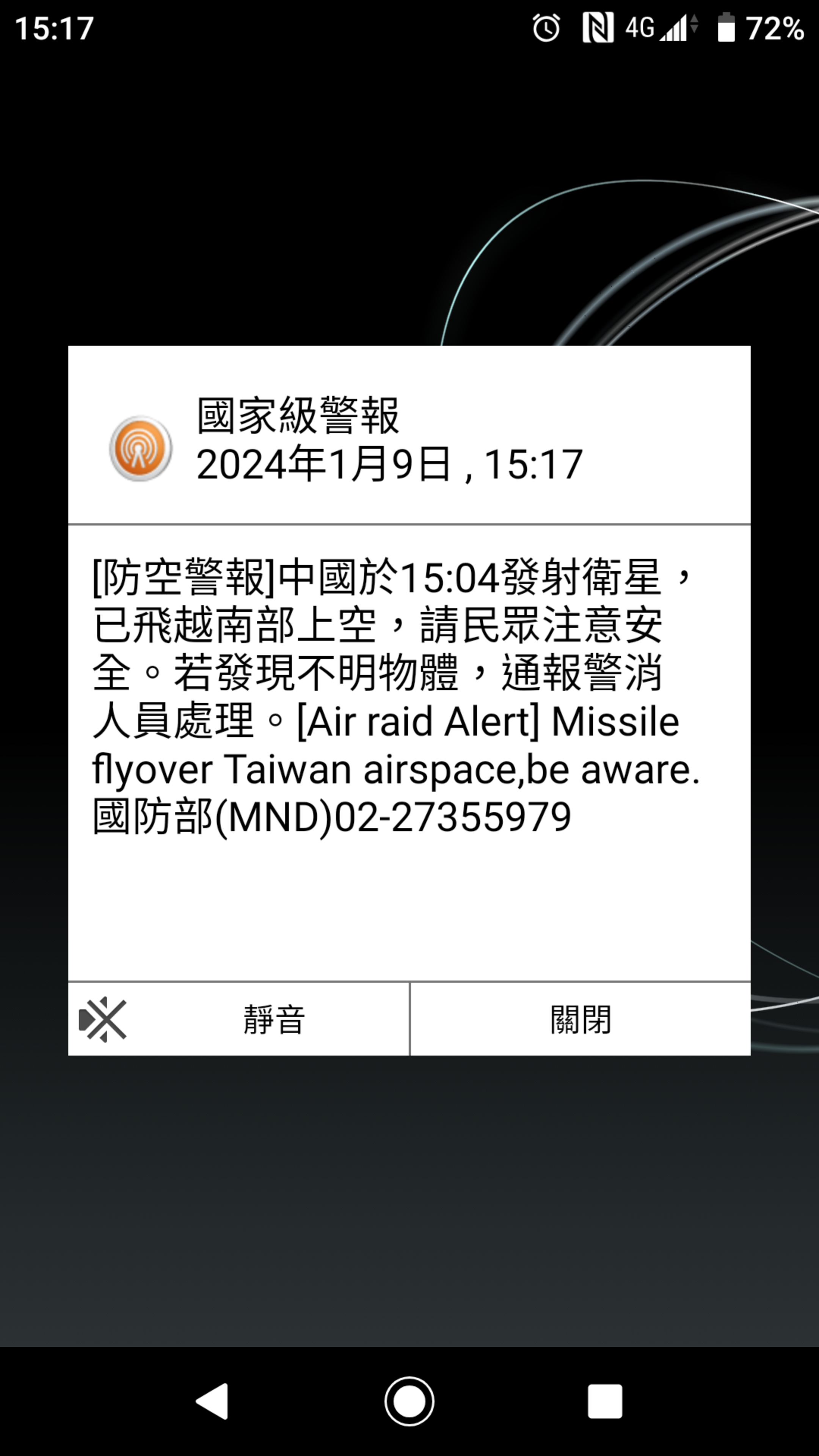
中華民國國防部發出的國家級警報，英文版將發射之衛星稱為「飛彈」